# Gorgonia reticulum
Gorgonia reticulum är en korallart som beskrevs av Peter Simon Pallas 1766. Gorgonia reticulum ingår i släktet Gorgonia och familjen Gorgoniidae. Inga underarter finns listade i Catalogue of Life.